# Sabinaïta
La sabinaïta és un mineral de la classe dels carbonats. Rep el nom en honor de Ann Phyllis Sabina Stenson (1930-2015), mineralogista canadenca que va ser la primera en recollir mostres d'aquesta espècie mineral.

## Característiques
La sabinaïta és un carbonat de fórmula química Na₄TiZr₂O₄(CO₃)₄. Cristal·litza en el sistema monoclínic. La forma dels cristalls varia entre escates i cristalls cúbics. Els cristalls mesuren fins a 0,4 mm, amb contorns pseudohexagonales irregulars, formen agregats calcaris compactes i recobriments pulverulents.
Segons la classificació de Nickel-Strunz, la sabinaïta pertany a «05.BB: Carbonats amb anions addicionals, sense H₂O, amb alcalins» juntament amb els següents minerals: barentsita, dawsonita i tunisita.

## Formació i jaciments
La sabinaïta va ser descoberta a la pedrera Francon, a Montréal (Quebec, Canadà) en cavitats en el sostre d'una silicocarbonatita (carbonatita amb un contingut de sílice major al 20%). També ha estat trobada a la pedrera Poudrette, al mont Saint-Hillaire, a Montérégie (Quebec, Canadà) en cavitats de sodalita i sienita associades amb un complex intrusiu alcalí de gabre-sienita. Es tracta dels únics dos indrets on ha estat trobada aquesta espècie mineral.